# Franz von Hauer
Franz Freiherr von Hauer (ur. w 1777 w Wiedniu, zm. w 1822 we Lwowie) – austriacki urzędnik skarbowy, baron herbu własnego, radca dworu i generalny gubernator Galicji.

## Życiorys
Ukończył studia prawnicze na uniwersytecie w Wiedniu (1797). Obrał karierę urzędniczą. Początkowo był urzędnikiem galicyjskie kancelarii nadwornej. Po podróży służbowej w 1799 w trakcie której wizytował tereny Galicji, Bukowiny i Mołdawii został sekretarze sądowym w galicyjskiej izbie sądowej, gdzie zajmował się sprawami domeny galicyjskiej. W latach 1797–1812 pełnił funkcję asesora sądowego komisji do spraw prawa politycznego. Z polecenia cesarza w 1805 został wysłany do Galicji - w misji dopilnowania zaopatrzenia dla armii austriackiej. W 1806 nadzorował sprzedaż dóbr państwowych na Morawach i Galicji. W 1813 urzędnik w dyspozycji ministra Wojny Anton von Baldacci, towarzyszył mu m.in. w podróży do Francji. W 1814 został baronem. W 1815 został prezydentem gubernium galicyjskiego przy księciu Ferdynandzie Fryderyku Württemberg, faktycznie ze względu na nieobjęcie przez niego stanowiska pełnił funkcję gubernatora. Od sierpnia 1815 roku do listopada 1822 roku generalny gubernator Galicji. W 1816 mimo próśb gminy żydowskiej we Lwowie nie obniżył podatków. W 1817 r. dzięki jego staraniom władze w Wiedniu nakazały galicyjskim Żydom wymianę tradycyjnych strojów na stroje europejskie. 5 maja 1820 otworzył granicę z Rosją przyjmując jezuitów wygnanych z imperium carów na mocy ukazu cara Aleksandra I z dnia 13/25 marca 1820 r. Dzięki jego wsparciu 6 listopada 1820 r. jezuici otworzyli w Tarnopolu kolegium i gimnazjum z niemieckim językiem wykładowym, a w 1823 r. również dwuletnie studium filozoficzne również z niemieckim językiem wykładowym. Podczas swojego urzędowania rozpoczął program porządkowania i budowania dróg publicznych w Galicji, wybudował także w 1821 gmach Gubernium (potem Namiestnictwa) we Lwowie.
Z zamiłowania był archeologiem, m.in. w 1816 prowadził badania pozostałości latopisowego Pleśniska (grodzisko i cmentarzyska), które znajdują się w pobliżu zamku w Podhorcach. Pochowany został na cmentarzu Łyczakowskim we Lwowie. Jego nagrobek wykonał Anton Schimser (1790-1838) w formie egipskiego portalu chronionego przez dwie figury lwów. Jest on prawdopodobnie wzorowany na nagrobku papieża Klemensa XIII autorstwa Canovy w bazylice św. Piotra w Rzymie. Inny pomnik upamiętniający Franza von Hauera z 1824 toku autorstwa Schimsera znajduje się w kościele dominikanów we Lwowie.

## Odznaczony
- Krzyż Kawalerski Orderu św. Stefana (1813)[1]
- złoty Krzyż Honorowy Cywilny (1814)[1]
- Krzyż Wielki Orderu Leopolda (1814)[1]

## Rodzina
Pochodził z zasłużonej dla Habsburgów rodziny urzędniczej. Syn oficera intendentury wojskowej i radcy dworu Karla Josepha (1710-1780) i Julianny Kalhammer von Raunach. Miał trzynaścioro rodzeństwa, z którego najbardziej znaczącą rolę odegrali jego bracia: urzędnik i prawnik Ferdinand (1773-1802), sekretarz generalny Austriackiego Banku Narodowego Franz Xaver (1775-1819), urzędnik skarbowy Joseph (1778-1863) i generał armii austriackiej Anton (1779-?). Poślubił hrabinę Rosine Larisch von Moennich (1798-1881 roku), mieli córkę Idę (1820-1887) żonę hrabiego Theodora von Falkenhayn (1811-1887),